# Sík (geometria)

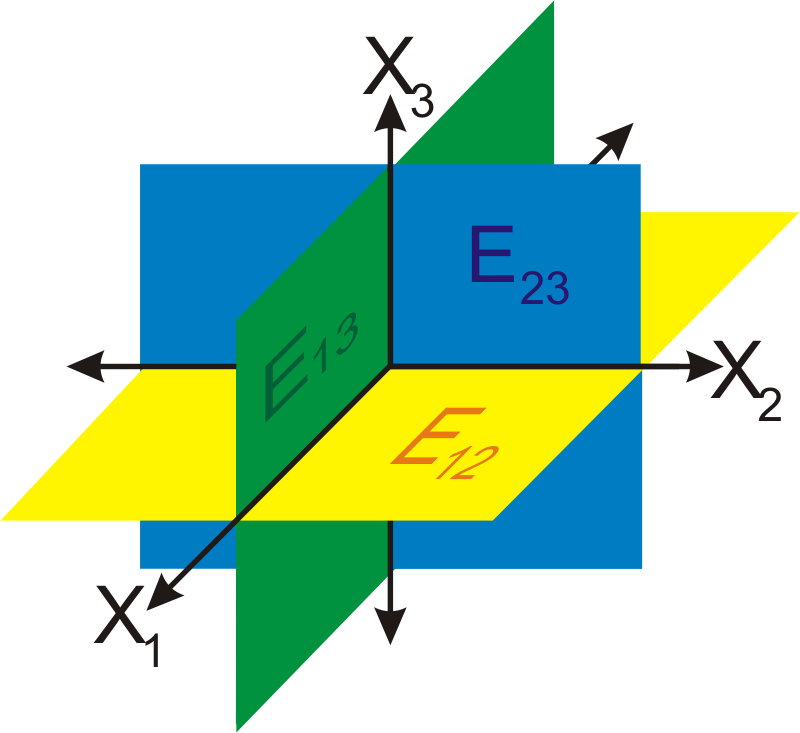
A 3 koordinátasík

A sík a geometriában, azon belül tipikusan a kétdimenziós síkgeometriában és a háromdimenziós térgeometriában fontos fogalom. Leírása, és nem definíciója szerint végtelenül kiterjedt, kétdimenziós objektum.
Ha egy egy sík egy egyenes két pontját tartalmazza, akkor a sík a teljes egyenest tartalmazza.
Konkrétabban a matematika különböző részterületei különböző objektumokat tekintenek síknak.

## Definíciója
Euklidész az Elemekben (az egyeneshez hasonlóan) előbb a felületet definiálja: Felület az, aminek csak hosszúsága és szélessége van, és csak ezután határozza meg a síkot: Síkfelület az, amelyik a rajta levő egyenesekhez viszonyítva egyenlően fekszik. Ma már a síkot is alapfogalomnak tekintjük a geometriában, tehát nem definiáljuk.

## Jellemzése
Hogy pontosan mit jelent a sík, azt mindenki magának határozza meg (a mindennapi tapasztalataival összhangban). Geometriai szempontból a sík legfontosabb tulajdonságai:
- Kétdimenziós objektum,[1] azaz két, egymástól különböző irányban végtelen, a harmadik irányban 0 a kiterjedése.
- Három nem kollineáris[2] pont egyértelműen meghatározza, azaz ha két síknak létezik három nem kollineáris közös pontja, akkor az összes pontjuk közös.
- Ha két síknak létezik egy közös pontja, akkor létezik olyan egyenes, ami mindkét síkra illeszkedik.

## Önálló objektum

A legkisebb projektív sík (hét pont, hét egyenes)

A legkisebb affin sík (négy pont, hat egyenes)

### Klasszikus síkfogalom
A klasszikus geometriában az (euklideszi) sík geometriai vizsgálatok tárgya, például abból a szempontból, hogy milyen alakzatok szerkeszthetők meg körzővel és vonalzóval. A sík (ebben az összefüggésben határozott névelővel, mint ami nincs magasabb dimenzióba ágyazva) a rajzlap absztrakciója, ami végtelenül lapos és végtelenül kiterjedt; ahogy az egyenes a ceruzával vagy más eszközzel meghúzott vonal végtelenül vékony és végtelenül hosszú absztrakciója. A modern geometriát a Hilbert-féle axiómarendszer írja le.
Descartes óta a sík azonosítható a valós számok rendezett párosaival, {\displaystyle \mathbb {R} ^{2}}-tel. Más szóval,  {\displaystyle \mathbb {R} ^{2}} a Hilbert-féle geometria modellje. Ezt a valós vektorteret is nevezik síknak.

### Projektív sík
A projektív sík megkapható úgy, hogy egyeneseinek párhuzamos nyalábjaihoz hozzáveszünk egy-egy végtelen távoli pontot, és ezek halmazát a sík végtelen távoli egyenesének tekintjük. 
Az így kapott projektív sík is leírható algebrailag: homogén valós számhármasokat veszünk. Itt a homogén szó azt jelenti, hogy ha egy számhármas minden tagját ugyanazzal a nullától különböző valós számmal szorozzuk, akkor az új hármas ugyanazt a pontot adja meg, mint a régi. Ugyanezek a hármasok írják le {\displaystyle \mathbb {R} ^{3}} egydimenziós altereit; azaz a projektív sík pontjai azonosíthatók a háromdimenziós tér origóján átmenő egyeneseivel. A projektív sík egyenesei hasonlóan azonosíthatók a háromdimenziós tér origóján átmenő síkjaival.

### Általánosítások
Ha gyengítjük a Hilbert-féle axiómákat, például lehetővé tesszük a végességet, akkor véges struktúrákhoz jutunk, melyeket affin vagy projektív síkoknak nevezünk. A legkisebb projektív sík hét pontot és hét egyenest tartalmaz. Tetszőleges egyenes és annak pontjainak eltávolításával affin síkhoz jutunk, négy ponttal és hat egyenessel.
A Descartes-féle modell általánosításában ahelyett, hogy a valós számokkal koordinátáznánk a síkot, egy tetszőleges {\displaystyle K} testet használunk. Így jutunk a  {\displaystyle K^{2}} kétdimenziós vektorterekhez, melyek affin síkokat írnak le. A  {\displaystyle K^{3}} affin terek segítségével pedig projektív síkok írhatók le. Azonban belátható, hogy nem minden projektív sík írható le ezzel a módszerrel.
Ha  {\displaystyle K=\mathbb {C} }, akkor meg kell jegyeznünk, hogy a komplex számok valós értelemben már maguk kétdimenziós teret alkotnak. Így a komplex egyenes kétdimenziós, a komplex sík négydimenziós, azonban csak kétdimenziós komplex vektortér. Ha {\displaystyle K} véges, akkor véges síkokhoz jutunk. Ha például {\displaystyle K=\mathbb {F} _{2}}, akkor a fent leírt legkisebb projektív, illetve affin síkokhoz jutunk.
Topológiai értelemben a sík csak {\displaystyle K=\mathbb {R} } esetén felület. A {\displaystyle K=\mathbb {C} } esetben komplex felület.

## Sík megadása az analitikus geometriában

A sík egyenlete

A sík paraméteres egyenlete

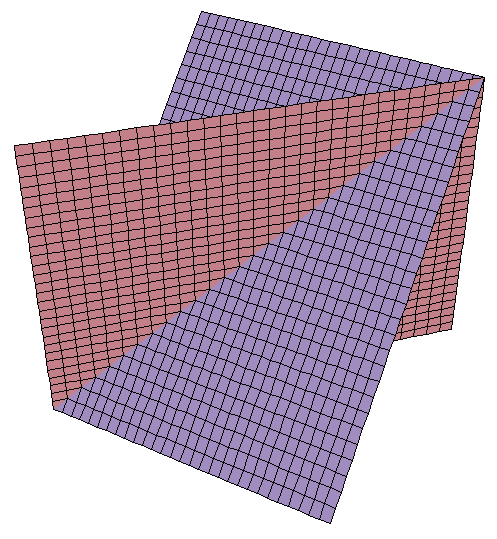
Két metsző sík

Egy sík egyenlete egy olyan egyenlet, melyet a sík minden pontja teljesít, és ha egy pont teljesíti, akkor rajta van a síkon. Az egyenlet különböző alakokat ölthet, attól függően, hogy mely adatokból számították ki. 
Legyen {\displaystyle (x_{0},y_{0},z_{0})} a sík egy pontja és egy {\displaystyle (a,b,c)} normálvektor. Ekkor a sík egyenlete:
{\displaystyle ax+by+cz=d}
ahol a d konstans a következőképpen adódik:
{\displaystyle d=ax_{0}+by_{0}+cz_{0}}
A sík egyenlete a skaláris szorzat fogalmát felhasználva is megfogalmazható:
{\displaystyle \langle {\mathbf {(} x,y,z)},{\mathbf {(} a,b,c)}\rangle =d}
A tengelymetszeti egyenlet alakja:
{\displaystyle {\frac {x}{x_{0}}}+{\frac {y}{y_{0}}}+{\frac {z}{z_{0}}}=1}
ahol {\displaystyle (x_{0},0,0)}, {\displaystyle (0,y_{0},0)} és {\displaystyle (0,0,z_{0})} a sík koordinátategelyekkel vett metszéspontjai. Ha a sík párhuzamos valamelyik tengellyel, akkor az egyenletben nem szerepel az annak megfelelő koordinátát tartalmazó term. 
A sík paraméteres egyenlete:
{\displaystyle {\vec {x}}={\vec {p}}+s{\vec {u}}+t{\vec {v}}}     {\displaystyle s,t\in \mathbb {R} }
alakú, ahol {\displaystyle {\vec {p}}} támaszvektor, {\displaystyle {\vec {u}}} és {\displaystyle {\vec {v}}} irányvektorok. A {\displaystyle {\vec {p}}} pont a sík tetszőleges pontja,  {\displaystyle {\vec {u}}} és {\displaystyle {\vec {v}}} párhuzamosak a síkkal úgy, hogy nem konstansszorosai egymásnak. Az irányvektorok affin koordináta-rendszert feszítenek ki, amiben {\displaystyle (s,t)} a sík pontjainak koordinátái.
A sík hárompontos egyenlete 
{\displaystyle {\vec {x}}={\vec {p}}+s({\vec {q}}-{\vec {p}})+t({\vec {r}}-{\vec {p}})}     {\displaystyle s,t\in \mathbb {R} }
alakú, ahol {\displaystyle {\vec {p}}}, {\displaystyle {\vec {q}}} és {\displaystyle {\vec {r}}} a sík egymástól különböző pontjai, melyek nincsenek egy egyenesen. 
A sík normálegyenlete 
{\displaystyle ({\vec {x}}-{\vec {p}})\cdot {\vec {n}}=0}
alakú, ahol {\displaystyle {\vec {p}}} a sík támaszvektora, és {\displaystyle {\vec {n}}} normálvektor. A skaláris szorzat pontosan akkor nulla, ha a normálvektor merőleges a sík pontjának, mint normálvektornak és a támaszpont, mint helyvektornak különbségére. A sík feszítő vektoraira teljesül, hogy {\displaystyle {\vec {n}}={\vec {u}}\times {\vec {v}}}.
A sík Hesse-féle normálegyenlete
{\displaystyle {\vec {x}}\cdot {\vec {n}}_{0}=d}
alakú, ahol {\displaystyle {\vec {n}}_{0}} egységnyi hosszú, a sík irányába mutató normálvektor, és {\displaystyle d} a sík távolsága az origótól.
Magasabb dimenziós terekben a sík lineáris 2-sokaság az {\displaystyle \mathbb {R} ^{n}} {\displaystyle n}-dimenziós térben. A fenti implicit alakban adott egyenletek ezekben a terekben hipersíkokat írnak le. A síkok egyenletrendszere {\displaystyle n-2} egyenletből álló egyenletrendszerrel írható le, mivel ennyi hipersík metszetéből áll elő. Ezeknek a hipersíkoknak egymástól független normálvektorai kellenek, hogy legyenek.

## Metszéspontok háromdimenziós térben

Egyenes és sík metszete

### Egyenes és sík metszete
A térben az egyeneseket rendszerint {\displaystyle (x(t),y(t),z(t))} paraméterábrázolással, a síkokat  {\displaystyle ax+by+cz=d} egyenlettel írják le. Behelyettesítve az egyenes paraméteres ábrázolását a sík egyenletébe adódik az
{\displaystyle ax(t)+by(t)+cz(t)=d\ ,}
lineáris egyenlet a metszéspont {\displaystyle t_{0}} paraméterére. Ha az egyenletnek nincs megoldása, akkor az egyenes párhuzamos a síkkal. Ha az egyenletnek minden {\displaystyle t\in \mathbb {R} } megoldása, akkor az egyenes a síkban van.

### Három sík metszéspontja
Ha az egyenes két sík metszeteként van megadva, és keressük a metszéspontját egy síkkal, akkor három sík metszéspontját kell meghatározni.
Legyenek a síkok {\displaystyle \varepsilon _{i}:\ {\vec {n}}_{i}\cdot {\vec {x}}=d_{i},\ i=1,2,3}! Ha {\displaystyle {\vec {n}}_{1},{\vec {n}}_{2},{\vec {n}}_{3}} normálvektoraik lineárisan függetlenek, akkor a metszéspont
{\displaystyle {\vec {p}}_{0}={\frac {d_{1}({\vec {n}}_{2}\times {\vec {n}}_{3})+d_{2}({\vec {n}}_{3}\times {\vec {n}}_{1})+d_{3}({\vec {n}}_{1}\times {\vec {n}}_{2})}{{\vec {n}}_{1}\cdot ({\vec {n}}_{2}\times {\vec {n}}_{3})}}\ .}
A bizonyításhoz vegyük figyelembe, hogy {\displaystyle {\vec {n}}_{i}\cdot {\vec {p}}_{0}=d_{i},\ i=1,2,3,} és a skaláris szorzásra vonatkozó szabályokat.

## Pont és sík távolsága
A {\displaystyle {\vec {p_{0}}}=(x_{0},y_{0},z_{0})} pont és az {\displaystyle ax+by+cz+d=0} egyenletű sík távolsága:
{\displaystyle {\frac {|ax_{0}+by_{0}+cz_{0}+d|}{\sqrt {a^{2}+b^{2}+c^{2}}}}}
Ha a sík adott a {\displaystyle {\vec {p_{1}}}=(x_{1},y_{1},z_{1})}, {\displaystyle {\vec {p_{2}}}=(x_{2},y_{2},z_{2})}, {\displaystyle {\vec {p_{3}}}=(x_{3},y_{3},z_{3})} pontokkal, akkor a távolság számítható a
{\displaystyle {\frac {({\vec {p_{2}}}-{\vec {p_{1}}})\times ({\vec {p_{3}}}-{\vec {p_{1}}})}{\left|({\vec {p_{2}}}-{\vec {p_{1}}})\times ({\vec {p_{3}}}-{\vec {p_{1}}})\right|}}\cdot ({\vec {p_{0}}}-{\vec {p_{1}}})}
képlettel, ahol  {\displaystyle \times } jelöli a vektoriális szorzatot,  {\displaystyle \cdot } a skaláris szorzatot, és {\displaystyle \left|\quad \right|} egy vektor hosszát. Alternatív módszerként el lehet végezni az
{\displaystyle a=y_{1}z_{2}-y_{2}z_{1}+y_{2}z_{3}-y_{3}z_{2}+y_{3}z_{1}-y_{1}z_{3}}
{\displaystyle b=z_{1}x_{2}-z_{2}x_{1}+z_{2}x_{3}-z_{3}x_{2}+z_{3}x_{1}-z_{1}x_{3}}
{\displaystyle c=x_{1}y_{2}-x_{2}y_{1}+x_{2}y_{3}-x_{3}y_{2}+x_{3}y_{1}-x_{1}y_{3}}
{\displaystyle d=x_{1}y_{2}z_{3}-x_{1}y_{3}z_{2}+x_{2}y_{3}z_{1}-x_{2}y_{1}z_{3}+x_{3}y_{1}z_{2}-x_{3}y_{2}z_{1}}
helyettesítést.

## Fordítás
Ez a szócikk részben vagy egészben  az   Ebene (Mathematik) című német Wikipédia-szócikk fordításán alapul.  Az eredeti cikk szerkesztőit annak laptörténete sorolja fel. Ez a jelzés csupán a megfogalmazás eredetét és a szerzői jogokat jelzi, nem szolgál a cikkben szereplő információk forrásmegjelöléseként.
Ez a szócikk részben vagy egészben  az   Ebenengleichung című német Wikipédia-szócikk fordításán alapul.  Az eredeti cikk szerkesztőit annak laptörténete sorolja fel. Ez a jelzés csupán a megfogalmazás eredetét és a szerzői jogokat jelzi, nem szolgál a cikkben szereplő információk forrásmegjelöléseként.